# Dầu cá

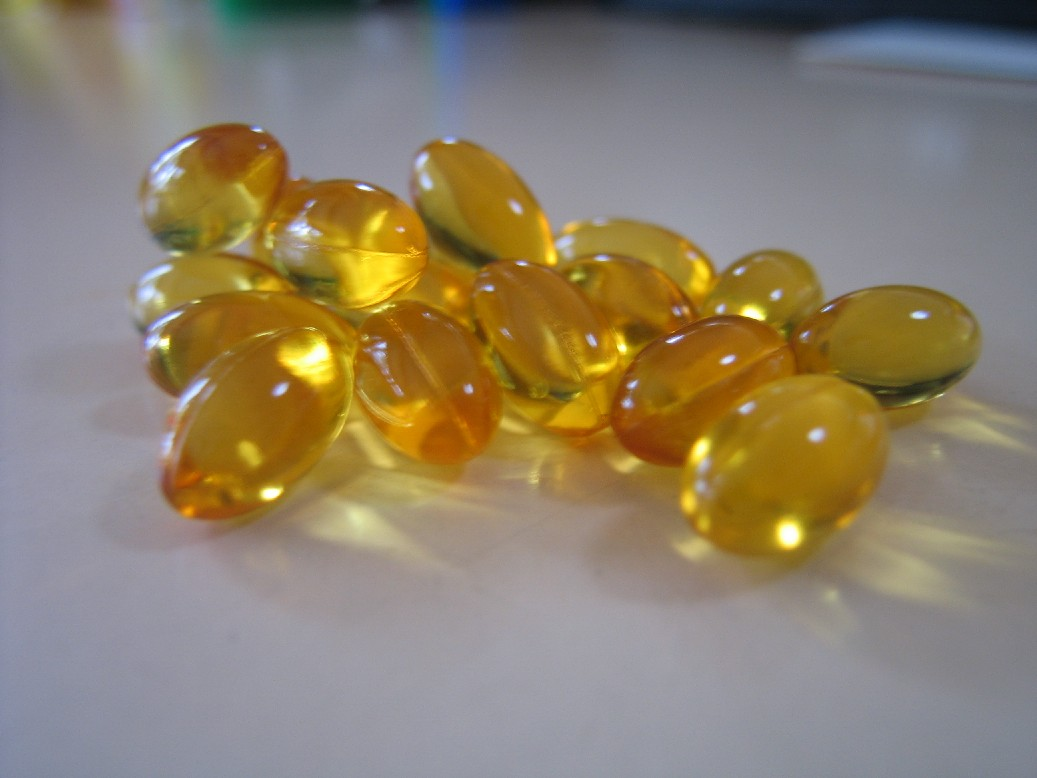
Những viên dầu cá

Dầu cá là loại dầu có nguồn gốc từ các mô của những con cá chứa dầu (cá béo) như cá hồi, cá thu, cá mòi, cá ngừ, cá trích, cá tuyết. Dầu cá có chứa các axit béo omega-3 axit eicosapentaenoic (EPA) và axit docosahexaenoic (DHA) mang lại nhiều lợi ích cho sức khỏe.
Ở góc độ dược phẩm, dầu cá là tên gọi chung cho thuốc và thực phẩm chức năng dạng viên nang mềm chứa vitamin tan trong dầu (hoặc dầu gan cá), được dùng bồi dưỡng sức khoẻ, dầu cá chứa omega-3, omega-6 được lưu hành dưới dạng thực phẩm chức năng. Dầu cá thông dụng hiện nay chia làm hai loại: loại chứa vitaminA, D tan trong dầu và loại chứa axít béo omega-3, omega-6 Dầu cá là dạng vitamin, tan trong dầu, chúng chỉ được hấp thu tốt nhất khi có dung môi phù hợp
Những con cá không thực sự sản sinh ra axit béo omega- 3, nhưng thay vì tích trữ bằng cách tiêu thụ vi tảo hoặc cá mồi thì nó đã tích lũy axit béo omega- 3, cùng với một lượng cao chất chống oxy hóa như iod và selen từ vi tảo. Những loài cá săn mồi như cá mập, cá kiếm, cá kình và cá ngừ chứa rất nhiều axit béo omega-3, nhưng do vị trí của chúng lại nằm trên cùng của chuỗi thức ăn thế cho nên các loài này cũng có thể tích lũy các chất độc hại.

## So với dầu nhuyễn thể
Dầu nhuyễn thể thường được so sánh với dầu cá. Mặc dù cùng là nguồn cung cấp các axit béo omega-3 thiết yếu đối với cơ thể nhưng về bản chất thì hai loại dầu này rất khác nhau. Không giống như omega-3 từ dầu cá có gốc triglyceride, các axit béo omega-3 từ dầu nhuyễn thể hầu hết đều có gốc phospholipid. Cấu trúc khác nhau giữa hai loại axit béo tạo nên những đặc tính khác nhau giữa chúng. Trong khi triglyceride kị nước và không thể hòa tan thì phospholipid với 1 đầu kị nước và 1 đầu ưa nước giúp nó có khả năng hòa tan tốt hơn. Trong dầu nhuyễn thể chứa hàm lượng chất chống oxy hóa tự nhiên cao hơn dầu cá đến 47 lần dầu nhuyễn thể là sản phẩm "xanh, sạch và an toàn" hơn dầu cá.

## Công dụng
Dầu cá là một loại thực phẩm rất có tác dụng tốt đối với sức khỏe, cụ thể là
- Dầu cá luôn được coi là thần dược trong việc phát triển trí não cũng như giảm thiểu bệnh tật, Omega 3 trong dầu cá được chứng minh có khả năng mang lại nhiều lợi ích cho tim mạch, giảm lượng Cholesterol và Triglycerid trong máu, giảm nguy cơ tăng huyết áp do tăng Cholesterol gây xơ cứng động mạch[7]
- Dầu cá rất có hiệu quả trong việc giảm sưng và giảm đau với những người bị viêm khớp, đau lưng, giúp giảm nguy cơ máu vón cục, ngăn ngừa các nếp nhăn...[2]
- Dầu cá còn thúc đẩy lành vết lở loét do tì đè ở những bệnh nhân bị bệnh nặng làm tăng nồng độ oxy trong các mô của cơ thể[8]
- Phụ nữ ăn hai phần dầu cá một tuần có thể giảm nguy cơ ung thư vú.[9]
- Dầu cá không chỉ cung cấp nhiều axit béo thiết yếu giúp trái tim khỏe mạnh mà còn cải thiện các rối loạn tâm thần như trầm cảm, rối loạn lưỡng cực và tâm thần phân liệt.[10]

Tuy nhiên có thông tin cho rằng những viên nang dầu cá không có nhiều tác dụng ngăn chặn nguy cơ mắc bệnh tim mạch ở góc độ nào đó, công dụng của các viên nang dầu cá là có nhưng rất ít nếu như người bệnh từng sử dụng các loại thuốc khác chữa bệnh tim mạch hoặc một số căn bệnh có liên quan đến tim mạch..